# Maria Wittek
Maria Stanisława Wittek (Trębki, 16 agosto 1899 – Varsavia, 19 aprile 1997) è stata una militare e partigiana polacca.

## Biografia
Maria Wittek nacque e crebbe nella partizione russa della Polonia. Suo padre, Stanisław Wittek, di professione falegname, era un membro del Partito socialista polacco (PPS) e per questa ragione nel 1915 si trasferì con la famiglia in Ucraina, onde evitare di essere arrestato dalle autorità russe. Maria, durante il periodo degli studi liceali, si unì agli scout polacchi di Kiev. Divenne poi la prima studentessa donna nel dipartimento di matematica dell'Università di Kiev. Nello stesso periodo aderì all'organizzazione clandestina Polska Organizacja Wojskowa (Organizzazione militare polacca) e completò il corso di addestramento da sottufficiale. Nel 1919 si unì ad un gruppo dell'esercito polacco per combattere i bolscevichi in Ucraina, mentre nel 1920 combatté nella battaglia di Leopoli e venne insignita della più alta onorificenza polacca, l'Ordine Virtuti Militari.
Dal 1928 al 1934 fu comandante della Przysposobienie Wojskowe Kobiet, un'organizzazione che addestrava le donne per il servizio militare. Nel 1935 fu messa a capo della divisione femminile dell'Istituto di educazione fisica e addestramento militare di Bielany, vicino a Varsavia.
Durante la campagna di Polonia del 1939, si unì all'organizzazione clandestina Związek Walki Zbrojnej, confluita poi nell'Armia Krajowa. Faceva parte dello staff del generale Grot-Rowecki e poi del generale Tadeusz Komorowski in qualità di capo del servizio militare femminile. Combatté nella rivolta di Varsavia e venne promossa al grado di tenente colonnello. Dopo la capitolazione riuscì ad evitare la cattura da parte dei tedeschi e lasciò le rovine di Varsavia nascondendosi tra i civili. Continuò a far parte dello staff dell'esercito nazionale fino al suo scioglimento, avvenuto nel gennaio 1945.

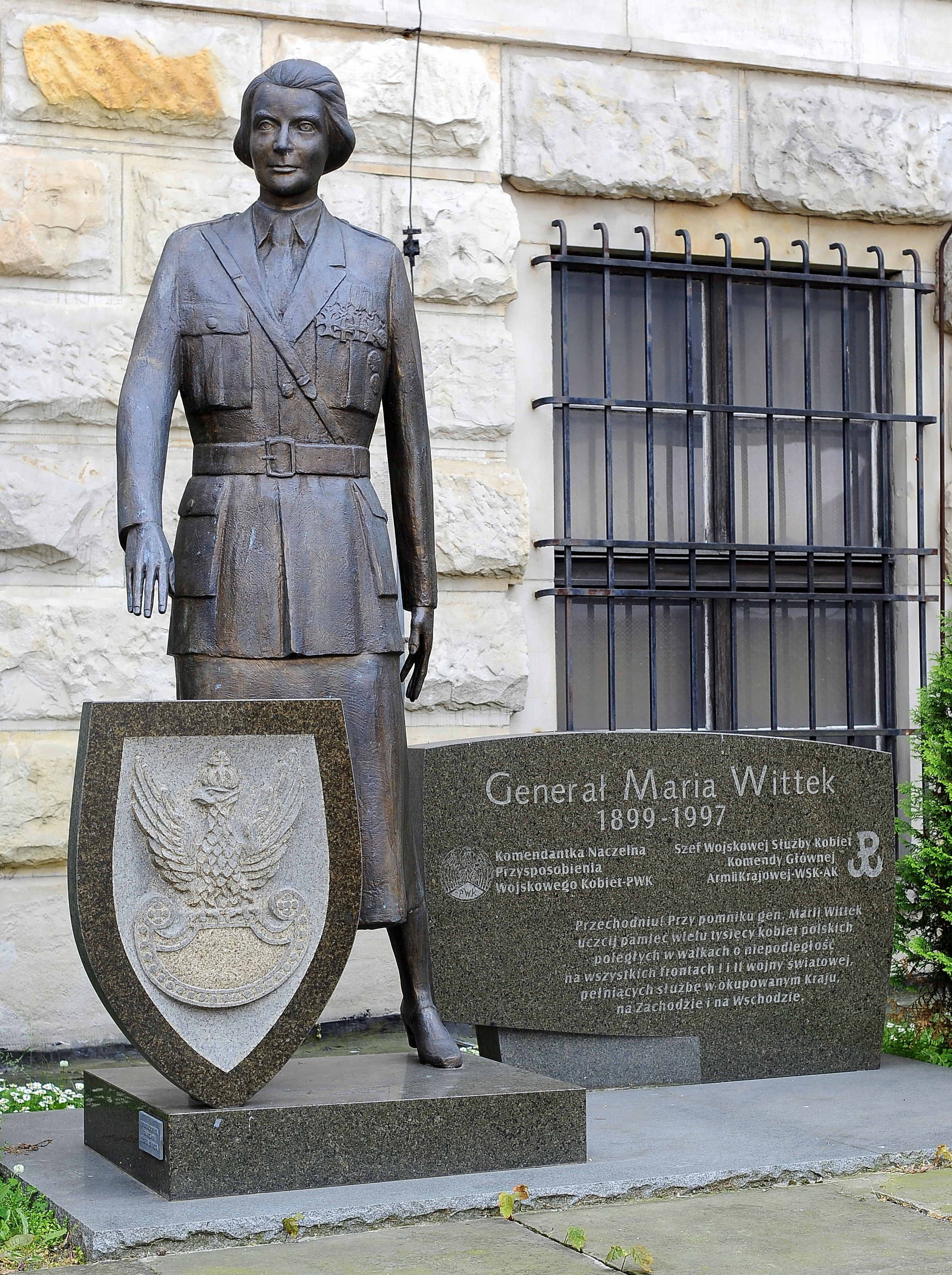
Monumento dedicato a Maria Wittek al Museo Militare di Varsavia

Quando il governo comunista della Polonia riaprì l'Istituto di educazione fisica e addestramento militare, inizialmente Maria fu rimessa a capo della divisione femminile, ma nel 1949 fu arrestata dalle autorità comuniste e trascorse diversi mesi in carcere. Dopo il suo rilascio lavorò in un'edicola e istituì la cosiddetta "Commissione per la storia delle donne". Dopo il crollo del regime comunista in Polonia, il 2 maggio 1991 il presidente Lech Wałęsa la promosse al rango di generale di brigata, divenendo così la prima donna polacca a raggiungere tale grado. Non si sposò mai e morì nel 1997 all'età di 97 anni.
Il 19 aprile 2007, in occasione del decimo anniversario della sua morte, fu scoperto un monumento in bronzo a grandezza naturale al Museo dell'esercito polacco di Varsavia.